# Madonna del Latte (Pinturicchio)
La Madonna del Latte è un dipinto a olio su tavola (29,2x21,6 cm) di Pinturicchio, datato 1492 e conservato nella Sarah Campbell Blaffer Foundation di Houston.
Si tratta della prima opera conosciuta su cui il pittore abbia apposto la data. Proviene dalla collezione del principe Pio Falcò di Mombello presso Como.

## Descrizione e stile
La Madonna è rappresentata seduta con in braccio il Bambino che, sebbene guardi verso lo spettatore, con la mano e il corpo si protende verso il seno scoperto, di astratta forma sferoidale, per allattarsi. 
La scena, di intima familiarità, è ambientata in un paesaggio aperto, con una serie di figure in secondo piano tra cui si riconoscono un san Giovannino nel deserto e un martirio di san Sebastiano, legato a un arco trionfale di gusto antiquario. Il prato in primo piano è come smaltato e punteggiato di fiori e bastiole indagate con cura, che rimandano al naturalismo del Gotico internazionale. L'intera scena ha infatti la preziosità di una miniatura, arte in cui pure eccelleva il Pinturicchio e in cui gli accenti fiabeschi medievali erano tutt'altro che sorpassati. 
In lontananza il paesaggio riprende gli schemi della pittura umbra, con dolci colline che sfumano all'orizzonte, tra vedute di città, laghi ed esili alberelli fronzuti.